# Borough de Newport
Pour les articles homonymes, voir Newport.
Le borough de Newport (borough of Newport en anglais) est une ancienne zone de gouvernement local de deuxième niveau du pays de Galles.
Créé au 1er avril 1974 au sein du comté du Gwent par le Local Government Act 1972, il est aboli le 31 mars 1996 en vertu du Local Government (Wales) Act 1994. Son territoire est constitutif du borough de comté de Newport institué à partir du 1er avril 1996.

## Géographie
Le territoire du borough relève du comté administratif du Monmouthshire et du borough de comté de Newport. Au 1er avril 1974, il constitue, avec les districts de Blaenau Gwent, d’Islwyn, de Monmouth et de la Torfaen, le comté du Gwent, zone de gouvernement local de premier niveau créée par le Local Government Act 1972,.
Alors que le borough admet 131 295 habitants au recensement de 1981, 127 396 résidents sont comptabilisés lors du recensement de 1991. La superficie du territoire du borough est évaluée à 49 558 acres en 1978,,.

## Toponymie
Simplement défini par un ensemble de territoires par le Local Government Act 1972, le district prend le nom officiel de Newport en vertu du Districts in Wales (Names) Order 1973, un décret en Conseil du 8 janvier 1973 pris par le secrétaire d’État pour le Pays de Galles,.
Ainsi, le borough tient son appellation de la ville de Newport, principale agglomération du territoire.

## Histoire
Le district de Newport est érigé au 1er avril 1974 à partir des territoires suivants, :
- le borough de comté de Newport ;
- le district urbain de Caerleon ;
- et le district rural de Magor and St. Mellons (en) (sans les paroisses de Henllys et de St. Mellons).

Alors que la notion de borough de comté est abolie par le Local Government Act 1972, le statut de borough est conféré au nouveau district par un décret en Conseil du 26 mars 1974, avec une entrée en vigueur au 1er avril suivant. Dès lors, il est permis à la zone de gouvernement local de s’intituler « borough de Newport » (borough of Newport en anglais) tandis que son assemblée délibérante prend le nom de « conseil de borough de Newport » (Newport Borough Council en anglais) au sens de la section 21 du Local Government Act 1972,.
Le borough est aboli au 31 mars 1996 par le Local Government (Wales) Act 1994, son territoire relevant désormais du borough de comté de Newport au sens de la loi.